# Diocèse d'Irapuato
Le diocèse d'Irapuato (en latin : Dioecesis Irapuatensis ; en espagnol : Diócesis de Irapuato) est un diocèse de l'Église catholique du Mexique, suffragant de l'archidiocèse de León.

## Territoire

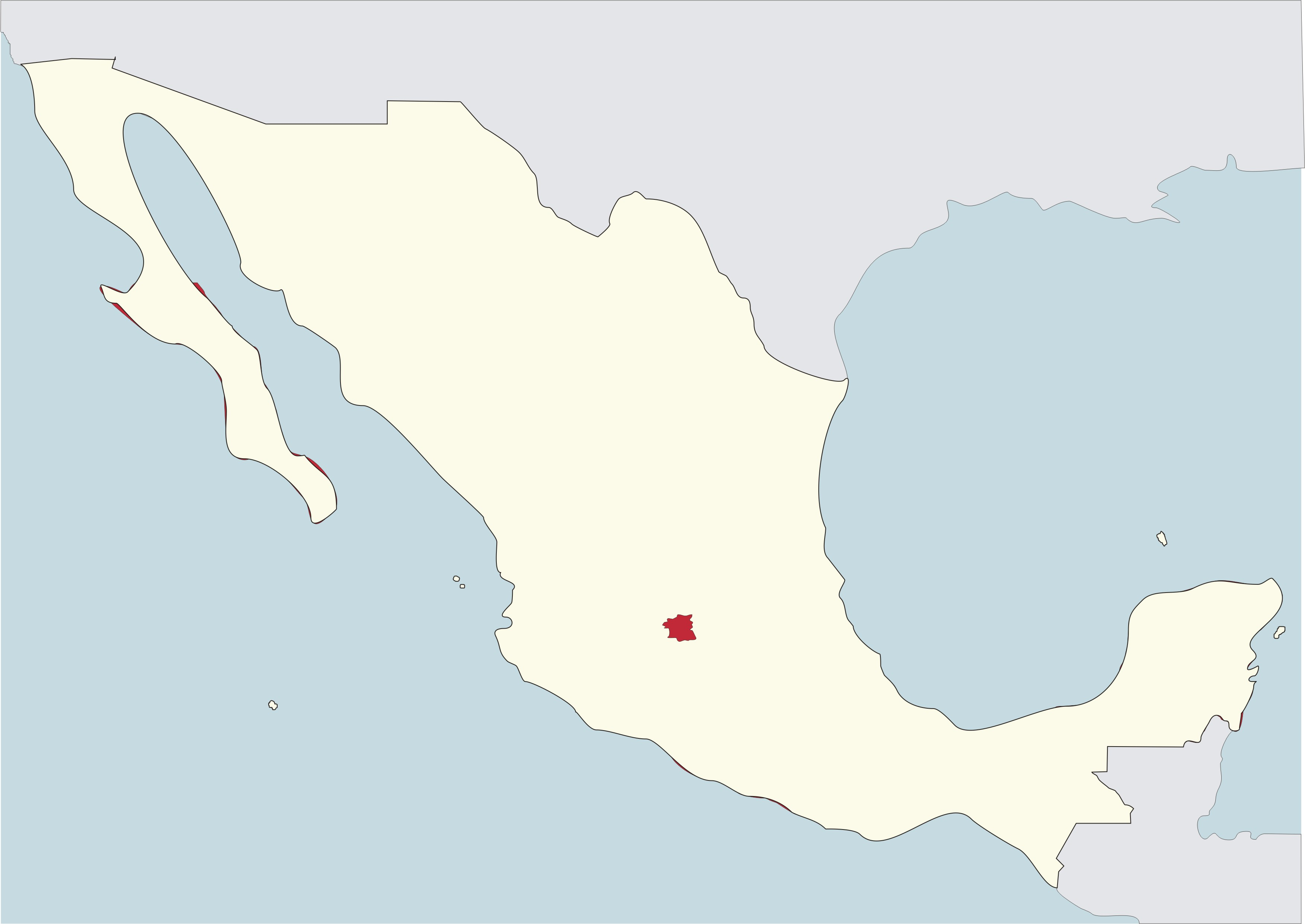
Le diocèse d'Irapuato en rouge sur la carte du Mexique

Il comprend les municipalités d'Abasolo, Cuerámaro, Huanímaro, Irapuato, Jaral del Progreso, Pueblo Nuevo, Salamanca et Valle de Santiago de l'État de Guanajuato.
Il possède un territoire d'une superficie de 1 775 km2 divisé en 70 paroisses. Le siège épiscopal est dans la ville d'Irapuato où se trouve la cathédrale de l'Immaculée-Conception (es).

## Historique
Le diocèse est érigé le 3 janvier 2004 par la constitution apostolique Venerabiles Fratres du pape Jean-Paul II en prenant une partie du territoire du diocèse de León (aujourd'hui archidiocèse de León) et de l'archidiocèse de Morelia.
Nommé suffragant de l'archidiocèse de San Luis Potosí lors de sa création, il intègre la province ecclésiastique de l'archidiocèse de León le 25 novembre 2006 en vertu de la constitution apostolique Mexicani populi du pape Benoît XVI.

## Évêques
- José de Jesús Martínez Zepeda (3 janvier 2004 - 11 mars 2017)
- Enrique Díaz Díaz, depuis le 11 mars 2017